# Скирон
Скирон е древногръцки бог на северозападния вятър. Името му е свързано със Скирофорион, последният от трите пролетни месеца по Атическия календар.
Друг Скирон в древногръцката митология е разбойник в околностите на град Мегара. Според някои версии е син на бог Посейдон, според други е син на мегарския цар, който се оженил за дъщерята на атинския цар Пандион. Съгласно Павзаний Скирон се борил за властта с Нис, сина на Пандион, докато Еак, разрешавайки спора им, дал властта на Нис.
Занимавал се с разбойничество на пътя между Атина и Мегара, като заставял пътниците да му мият краката, а след това ги блъскал от скалите в морето, където ги изяждала гигантска костенурка.
Скирон бил убит от отиващия в Атина, да търси баща си, Тезей.